# Lăutarii de pe Valea Sohodolului

## Lăutarii din Runcu
Prima localitate după ieșirea Sohodolului din Chei este Runcu. Aici în timpurile vechi de la sfârșitul secolului al XIX-lea și începutul secolului al XX-lea s-au cântat mai mult balade. Unele dintre acestea au fost publicate în culegeri sau înregistrate de către cercetători de la Arhiva Națională de Folclor.
În Runcu cea mai cunoscută bandă de lăutari, care a cântat la începutul secolului al XX-lea, a fost cea condusă de Niculae Zlătaru (n. 1888 – d. 1942), viorist primaș și solist vocal. Acesta era de statură mijlocie, totdeauna aspru lăutarii. Suferea și de un strabism pronunțat.
În vara anului 1930, timp de cinci săptămâni, și o săptămână în primăvara anului 1931, muzicologul Constantin Brăiloiu s-a deplasat la Runcu, sfătuit de salariatul său Dumitru Petcu, fratele rapsoadei Maria Arbagic, la care Brăiloiu a fost cazat. Satul Runcu era o zonă etnografică bogată, iar Constantin Brăiloiu a făcut în localitate înregistrări la fonograf cu tuburi de ceară, acționat manual. În centrul atenției înregistrărilor cercetătorului s-a aflat lăutarul Niculae Zlătaru. Brăiloiu a înregistrat cu formația lui Zlătaru cântecele: „Of, dor, dor, dor”, „Bună-i brânza”, „Ionele, puiule”, „Cântecul Popii Runcanu”, „Sârba lui Dincă Schileru”, „Cântecul Popii Mischie”, „Șapte văi și-o vale-adâncă”, „Ce n-a lăsat Dumnezeu” și cunoscuta „Sârba lui Zlătaru”.

Taraful Costică Vraciu și Niculae Zlătaru.

Convins de valoarea și autenticitatea muzicii lăutărești de la Runcu, Constantin Brăiloiu i-a sfătuit pe lăutari să cânte la București, la una din cârciumile din spatele Gării de Nord, loc frecventat de negustorii gorjeni. Printre primii lăutari din județul Jiului de Sus sosiți la București la îndemnul lui Constantin Brăiloiu, s-au aflat și cei din banda lui Niculae Zlătaru, în principal cu membri ai familiei sale, precum soția Ioana Zlătaru (n. 1893 – d. 1955), născută Pițigoi la Târgu Cărbunești (voce și chitară). Cu cei doi au cântat la București fiicele: Maria Zlătaru (n. 1919 – d. 1977), solistă și chitaristă, căsătorită cu vioristul Costică Vraciu (n. 1911 – d. 1955), originar din Stoina și Ana Zlătaru (n. 1921 – d. 1984), cealaltă fiică a lui Niculae Zlătaru.
Viorist talentat în banda lui Niculae Zlătaru a fost fiul său, Nicolae, zis Lae (n. 1923 – d. 21 octombrie 1944), decedat pe front, unde a fost trimis „să lupte cu vioara, nu cu arma, să mențină astfel ridicat moralul luptătorilor“. Soția sa a fost Maria Bobirci, fiica lăutarului Ion Bobirci. Ea a cântat cu N. Zlătaru timp de doi ani, aducând nou cântecele învățate de la părinții săi din zona Târgu Jiu.
Un alt lăutar vestit din Runcul interbelic a fost Dumitru Pobirci, zis Cotoi (1893-1955). Din taraful său făceau parte: soția Ilinca Pobirci (solistă vocală și chitaristă), copiii săi, vioristul Dumitru Pobirci, zis Mitoi (1916 – 1944), căsătorit cu cântăreața Smaranda Bălășoiu (n. 1918 – d. 1985), vioristul și bracistul Ilie Bobirci (n. 1935 – d. 1997) și vioristul Vasile Pobirci, stabilit ulterior la Răchiți. După câteva luni a fost chemat la București de Constantin Brăiloiu pentru a efectua înregistrări pe discuri de gramofon împreună cu taraful lui Ion Piper. După moartea lui Cotoi, fiul său, Vasile Pobirci, a menținut banda în care au mai cântat: vioriștii Costică și Nicolae Pobirci și solista Cătălina Pobirci (soția lui Costică).
În prezent, mai activează banda vioristului Nicolae Bobirci (n. 1944), fiul lui Lae Zlătaru și continuatorul bandei Zlătarilor. Din formația sa mai fac parte: soția sa, solista și acordeonista Maria Bobirci, fiica sa, Mariana Lălău și ginerele, vioristul Aristică Lălău. În formație mai sunt angajați instrumentiști ocazionali. În satul Bâlta, actualmente mai activează vioristul Nicolae N. Pobirci zis Bâlteanu (n. 1939), fiul lăutarului Dumitru Pobirci din Bâltișoara. Cu el mai cântă soția, solista Nuța Pobirci (n. 1941). În prezent face parte din Taraful Gorjului al Școlii Populare de Arte, cântând ca viorist și bracist.

## Lăutarii din Arcani
Cea mai veche formație de lăutari din Arcani a fost condusă de Petre Piper zis Zgâia, născut cu mult înainte de anul 1900, care a cântat împreună cu soția sa. De la cei doi lăutari au învățat să cânte și copiii lor: vioriștii Gheorghe Piper „ăl Mare”, Gheorghe Piper „ăl Mic” și Ion Piper, care în timp și-au format propria bandă. De la Gheorghe Piper „ăl Mare” au fost culese cântecele „Gheorghe, Gheorghe” și „La nuntă la Vijulan” (Cântecul lui Matei Vlădoiu). Fratele său cel mai mic, Ion Piper (n. 1881 – d. 1938), a cântat mai apoi cu soția sa, Ioana Piper (n. 1893 – d. 1962), cea mai bună solistă vocală de pe Valea Sohodolului și una dintre valoroasele interprete ale folclorului gorjenesc din prima jumătate a secolului al XX-lea.
În vara anului 1930 vine pentru a cerceta zona folclorică Arcani, muzicologul Constantin Brăiloiu. Acesta a ascultat-o pe Ioana Piper cântând, invitând-o apoi în anul 1930 la București pentru înregistrări. Ea a stat în capitală timp de 8 zile la Hotelul „Avram Iancu“ și a cântat melodiile gorjenești: „Șapte săptămâni din post”, „Și-a plecat neica de luni”, „Furnica de e furnică”, „I-auzi neică pupejoara” precum și baladele „Gheorghe, Gheorghe”, „La nuntă la Vijulan” sau „Cântecul lui Zbângă”. La venirea în Gorj a primului ministru Gheorghe Tătărăscu, acesta a ascultat-o cu admirație cântând la Poiana-Rovinari. Din cântecele și stilul interpretativ al Ioanei Piper a învățat și preluat lăutăreasa Marița Lătărețu, pe care a rugat-o să o prezinte prin intermediul lui Dumitru Petcu muzicologului Constantin Brăiloiu.
În perioada anilor 1939-1940, timp de 10 luni, Ioana Piper a cântat cu Maria Lătărețu la București, în spatele Gării de Nord, la cârciuma „La Căciularu“, unde Maria Tănase și Rodica Bujor veneau des să le asculte. După moartea soțului, aceasta a cântat cu Ion Piper, zis Piperuș, fiul lui Ion Piper bătrânul, cu țambalistul N. Sasu și cu vioristul I. Lăpădat din Tălpășești. După câțiva ani s-a recăsătorit și a făcut un taraf cu soțul Vasile Firoiu (vioară), basistul Ion Bălănescu și cu țambalistul N. Sasu. În timpul vieții, ea s-a preocupat să-și formeze urmași, inițiind pe nepoata sa Maria Piper, cântăreață căsătorită cu lăutarul Aristică Bobirci.
În septembrie 1938, Constantin Brăiloiu a început cercetările și în celelalte sate ale comunei Arcani, ajungând în Câmpofeni și Stroiești. În satul Câmpofeni, pe lângă alți țărani și copii de țărani, a fost descoperit rapsodul Vasile Pîrvulescu, cimpoier. De la el au fost culese jocuri (precum „Simianca”, „Rustemul”, „Hora de mână”, „Sârba bătrânească”), doine (un „Cântec lung” gorjenesc), dar și cântări din ritualul înmormântării („Zorile”), față de care Brăiloiu a manifestat un mare interes. În satul Stroiești a fost descoperit țăranul Nicolae Muche Berca, în vârstă de 35 de ani la acea vreme, de la care s-a cules un „Cântec lung” cântat din frunză. Doina a învățat-o în copilărie, în sat, cu vitele pe câmp.
Un alt taraf cunoscut în Arcani este și cel condus de vioristul Aristică Bobirci, născut în anul 1938, fiul lăutarilor Dumitru (Mitu) Bobirci (n. 1920 – d. 1942) și al Mariei Bobirci zisă Mița (n. 1922 – d. 1993), care după moartea soțului s-a căsătorit cu Simion Falcoe-Itu, lăutar din Peștișani. El a învățat să cânte la vioară de la unchiul său, Costică Bobirci, cu formația căruia a participat la nunți, botezuri și alte petreceri ocazionale de la cârciumile din Târgu Jiu. După ce s-a căsătorit în anul 1958, Aristică Bobirci a cântat împreună cu soția sa, Maria Piper, solistă vocală și chitaristă (n. 1929).